# 010 통합 번호 제도
010 번호 통합 제도는 2004년 1월부터 시행된 대한민국의 통신사의 제도로, 기존 통신사에 부과되었던 고유 식별변호를 010으로 전부 통합시켰다.

## 개요
2003년까지 대한민국 통신사들은 각기 다른 고유식별번호를 가지고 있었다. 따라서 가입자들은 이용하는 통신사에 따라 각기 다른 고유식별변호를 부여받게 되었으며, 이는 한 통신사를 나타내는 일종의 브랜드가 되기도 했다. 1997년, SK텔레콤이 런칭한 '스피드 011' 브랜드가 바로 이것의 예로, SK는 010 통합 번호 제도가 시행되기 전인 2003년까지 스피드 011을 주 마케팅으로 내세우며 광고했다.
010 번호 통합 이전까지의 고유식별번호는 다음과 같다. SK텔레콤은 011, SK텔레콤의 무선호출기는 012, KT파워텔 무전기는 013, PC통신 모뎀 단말기는 014, 서울/나래/부일이동통신 무선호출기는 015, KTF는 016, 신세기통신은 017, KT엠닷컴은 018, LG텔레콤은 019였다. 2003년 3G 서비스가 본격 도입되며 3G 신규 가입자는 010 번호를 부여했으나 나머지 2G 통신사는 여전히 각 통신사별 고유식별번호를 부여하고 있었다.
010 통합 번호 제도는 각 통신사가 국가가 대여 차원으로 부여한 고유식별번호를 자체적으로 브랜드화 시키는 것을 막기 위해 시행되었다. 국가가 대여한 고유식별번호를 기업이 광고 목적으로 브랜드화 시켜, 특정 통신사로 가입이 쏠리는 현상이 지속적으로 발생했기 때문이다. 또한 010 통합 이전까지는 번호이동이 불가능해, 기존의 휴대폰 번호를 다른 통신사에서 재가입시 사용할 수 없는 불편함도 있었다.
이러한 문제점 해결을 위해 2003년 11월, 정부에서 010 번호 통합 제도를 발표했고 2004년 1월 신규 가입자부터 2G/3G 개통 고객 전원에게 010 번호를 부여하였다. 기존 011/016/017/018/019 신규가입은 모두 중단되었으며, 동시에 번호이동 제도도 시행되어 고객이 타 통신사로 이동할 때 기존의 휴대폰 번호를 계속 유지할 수 있게 되었다. 이 때의 휴대폰 번호에는 새로운 고유식별번호 010이 적용되었다. 고유식별번호가 010으로 통합된 이후, 각 통신사의 식별번호 마케팅은 급격히 사그라들었다.
010 통합 번호 제도가 시행된 이후에도 기존 가입자는 계속 통신사별 고유식별번호를 이용할 수 있었기 때문에, 2000년대 후반까지는 여전히 010 이외에 고유식별번호를 가진 가입자들이 많았다. 시행 첫 해인 2004년 기준, 전체 가입자 3500만명 중 010 번호 사용자는 고작 400만명 수준에 그쳤다. 2010년대에 스마트폰이 대중화되며 모든 스마트폰 가입자들이 010 번호를 일괄 부여받으면서 010 번호 사용률이 급격히 올랐다.